# Basketball Belgium
Basketball Belgium, (afgekort BB), is een Belgische basketbalbond, die instaat voor de organisatie van de nationale competities, de nationale ploegen en de deelname van clubs aan internationale wedstrijden. 

## Historiek
Basketball Belgium werd in 2018 opgericht ter vervanging van de Koninklijke Belgische Basketbalbond, die in 2017 opgeheven werd. De bond telt drie leden, Basketbal Vlaanderen (BVL), Association Wallonie-Bruxelles de Basketbal (AWBB) en de Pro Basketball League (PBL). Internationaal vertegenwoordigt Basketball Belgium België bij het FIBA. Het is lid van het BOIC. De voorzitter is afwisselend een bestuurder van Basketbal Vlaanderen en een bestuurder van de AWBB.
Basketball Belgium organiseert de nationale competities in alle vormen van het basketbal. Ze is verantwoordelijk voor de nationale ploegen en voor de deelname van Belgische clubs aan door de FIBA georganiseerde competities.